# Júlio de Mello Filho
Júlio de Mello Filho (Recife, 1933 - Rio de Janeiro, 2018) foi um médico, professor e psicanalista brasileiro, fundador da Associação Brasileira de Psicossomática.

## Biografia
Filho do ex-deputado estadual pela UDN em Pernambuco, Júlio de Mello e de Ma. Dulce Mattos de Mello, Julio de Mello Filho, nascido na cidade de Recife, veio para o Rio de Janeiro com 20 anos, para realizar sua formação em psicanálise e concluir seu curso de Medicina. Em 1957 formou-se em Clínica Médica pela Escola de Medicina Cirúrgica do Rio de Janeiro, atual UNIRIO, tornando-se logo um respeitado especialista em doenças do colágeno. Em 1972 concluiu sua formação psicanalítica pela Sociedade Brasileira de Psicanálise do Rio de Janeiro.
"Em fins de 1978, Júlio de Mello Filho foi convidado por Aluísio Amâncio, professor da clínica médica, para compor o quadro de professores da UERJ, com o intuito de ministrar uma cadeira de Psicologia Médica no curso de Medicina. Nesse período, Mello Filho era um profissional bastante conceituado na área de psicossomática, havia implantado, em 1966, no Hospital São Francisco de Assis da UFRJ, este setor, no qual permaneceu como chefe de serviço durante onze anos. Havia, inclusive, publicado o livro: Concepção psicossomática: uma visão atual (MELLO FILHO, 1979), no qual relatava sua experiência."
Recebeu vários prêmios, entre eles:
Prêmio Roussel em 1972, pelo seu trabalho Aspectos psicossomáticos da Menopausa.

## Realizações
Júlio de Mello Filho, juntamente com Danilo Perestrello e Abram Eksterman, foi um dos fundadores da Associação Brasileira de Psicossomática, inaugurada em 1965, sendo um dos precursores da psicossomática no Brasil. Publicou vários artigos e livros sobre esse tema.

## Obras
- MELLO FILHO, Julio de. Concepção psicossomática: visão atual. 1a. ed. Rio de Janeiro: Tempo Brasileiro, 1978, 9a. ed. São Paulo: Casa do Psicólogo, 2002, ISBN 85-7396-169-4.
- MELLO FILHO, Julio de. Psicossomática hoje. Porto Alegre: Artes Médicas, 1992.
- MELLO FILHO, Julio de et al. Winnicott 24 anos depois. Rio de Janeiro: Revinter, 1995.
- MELLO FILHO, Julio de. Grupo e corpo: psicoterapia de grupo com pacientes somáticos. Biblioteca Artmed. Porto Alegre: Artmed Editora, 2000.
- MELLO FILHO, Julio de. Ser e o Viver: uma Visão da Obra de Winnicott. São Paulo: Casa do Psicólogo, 2001, ISBN 85-7396-117-1, ISBN 85-7396-117-1.
- MELLO FILHO, Julio de. Vivendo num país de falsos-selves. São Paulo: Casa do Psicólogo, 2003, ISBN 85-7396-246-1.
- MELLO FILHO, Julio de. Doença e família. São Paulo: Casa do Psicólogo, 2004, ISBN 85-7396-308-5.
- MELLO FILHO, Julio de. Identidade Médica. São Paulo: Casa do Psicólogo, 2007.